# Ammasso Globulare di Ercole
L'Ammasso Globulare di Ercole (conosciuto anche come M 13 dalla sua posizione nel Catalogo di Messier, oppure come NGC 6205) è un ammasso globulare visibile nella costellazione di Ercole.
Si tratta dell'ammasso globulare più luminoso dell'emisfero boreale ed è visibile anche ad occhio nudo.

## Osservazione

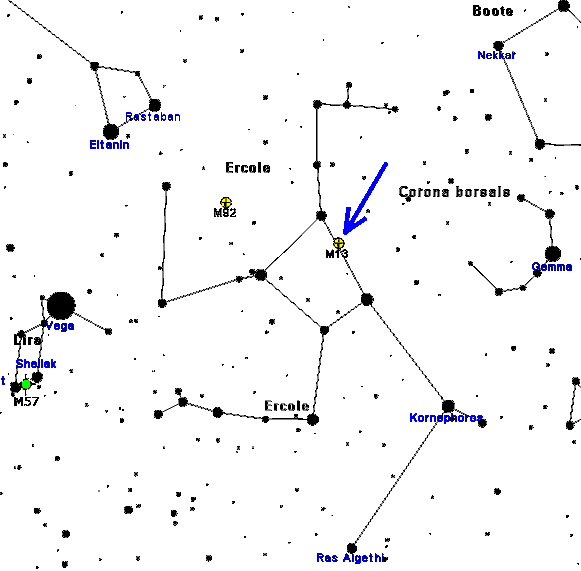
Mappa per individuare M13.

Localizzare M13 è abbastanza semplice, dato che la costellazione di Ercole in cielo forma un trapezio facilmente riconoscibile. Tenendo il trapezio in verticale, M13 è sul lato destro, a circa un terzo del lato partendo dall'alto. Data la sua magnitudine di 5,8 è appena visibile ad occhio nudo in condizioni favorevoli, in un cielo molto scuro e lontano da ogni fonte di luce; è invece facilmente visibile con un binocolo 7x30 e 10x50. La risoluzione in stelle inizia con un telescopio da 114mm e ingrandimenti medio-alti; con un 200mm si possono notare facilmente diverse decine di componenti fino alla quattordicesima grandezza e l'alone appare del tutto risolto.
M13 può essere osservato da entrambi gli emisferi terrestri, sebbene la sua declinazione settentrionale favorisca notevolmente gli osservatori dell'emisfero nord; dalle regioni boreali si presenta estremamente alto nel cielo nelle notti d'estate, mentre dall'emisfero australe resta sempre molto basso, ad eccezione delle aree prossime all'equatore. È comunque visibile da quasi tutte le aree abitate della Terra. Il periodo migliore per la sua osservazione nel cielo serale è quello compreso fra aprile e ottobre.

## Storia delle osservazioni

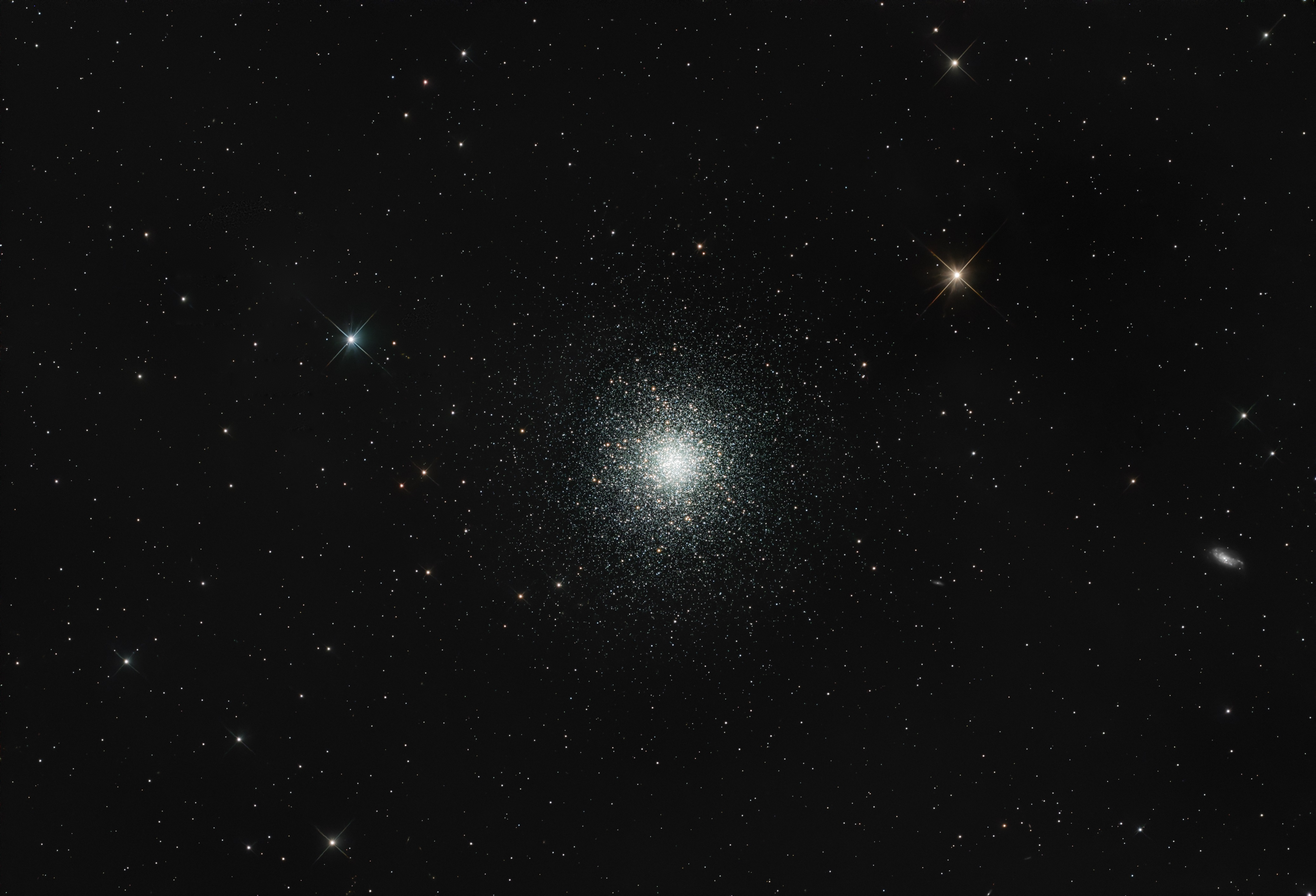
Ammasso globulare di Ercole M13 catturato con un telescopio newtoniano.

M13 fu osservato per la prima volta da Halley nel 1715. Messier lo osservò nel 1764 e lo descrisse così: "Nebulosa senza stelle, scoperta nella cintura di Ercole; è rotonda e brillante, il centro più splendente dei bordi, la si vede con uno strumento da un piede; è vicina a due stelle, entrambe di ottava magnitudine, una sopra e una sotto: la nebulosa è stata determinata in base a e Herculis. M. Messier l'ha riportata sulla Carta della Cometa del 1779...Vista da Halley nel 1714. Rivista il 5 e il 30 gennaio 1781. È riportata sul Celestial Atlas inglese. " Il primo a risolverlo in stelle fu William Herschel.

## Caratteristiche

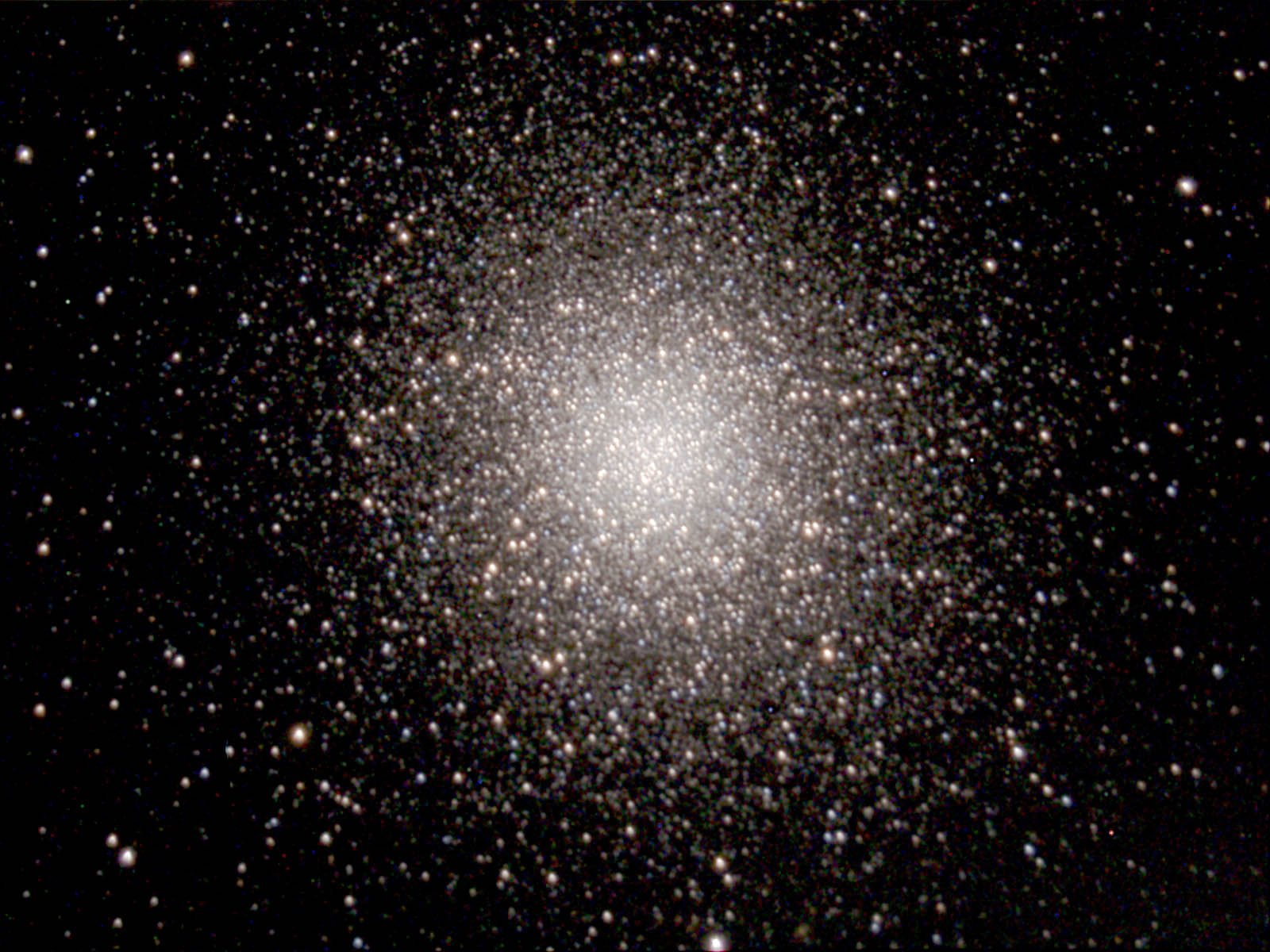
M13.

M13 ha una magnitudine apparente di 5,8. Il suo diametro angolare è di 23', mentre il suo diametro reale è di circa 165 anni luce.
M13 contiene diverse centinaia di migliaia di stelle, la più brillante delle quali è di magnitudine 11.95. Attorno al suo nucleo, le stelle sono circa 500 volte più concentrate che nei dintorni del sistema solare. L'età di M 13 è stata stimata tra i 12 e i 14 miliardi di anni. La sua distanza dalla Terra è di 23.157 anni luce. Apparendo così luminoso ad una così grande distanza, la sua luminosità reale è elevatissima, oltre 300.000 volte quella del Sole.
La velocità radiale è di circa 250 km/s in avvicinamento. Questo moto risulta dalla combinazione di tre diverse velocità: la rotazione della Galassia, il moto del Sole nello spazio, e il moto di rivoluzione dell'ammasso attorno al centro galattico.

## Il messaggio di Arecibo
Nel 1974 fu fatto un tentativo simbolico di inviare un messaggio verso altri mondi. Per celebrare un consistente ampliamento del radiotelescopio da 305 metri di Arecibo, un messaggio in codice di 1.679 bit fu trasmesso verso M13.

## M13 nella fantascienza
- La novella di fantascienza Sucker Bait di Isaac Asimov e Question and Answer di Poul Anderson, si svolgono su Troas, un mondo all'interno di M13.
- Nella serie di fantascienza Perry Rhodan, in M13 è localizzato Arkon, il pianeta natale della razza Arkonidi.

### Libri
- (EN) Stephen James O'Meara, Deep Sky Companions: The Messier Objects, Cambridge University Press, 1998, ISBN 0-521-55332-6.

### Carte celesti
- Toshimi Taki, Taki's 8.5 Magnitude Star Atlas, su geocities.jp, 2005. URL consultato il 7 novembre 2010 (archiviato dall'url originale il 5 novembre 2018). - Atlante celeste liberamente scaricabile in formato PDF.
- Tirion, Rappaport, Lovi, Uranometria 2000.0 - Volume I - The Northern Hemisphere to -6°, Richmond, Virginia, USA, Willmann-Bell, inc., 1987, ISBN 0-943396-14-X.
- Tirion, Sinnott, Sky Atlas 2000.0 - Second Edition, Cambridge, USA, Cambridge University Press, 1998, ISBN 0-933346-90-5.
- Tirion, The Cambridge Star Atlas 2000.0, 3ª ed., Cambridge, USA, Cambridge University Press, 2001, ISBN 0-521-80084-6.